# Chiesa della Natività della Vergine (Lecce)
La chiesa della Natività della Vergine, comunemente nota sotto il titolo di Santa Maria della Nova, in onore della Vergine venerata a Novoli, è una chiesa del centro storico di Lecce, in via Idomeneo. È una rettoria appartenente alla parrocchia Maria Santissima Assunta in Duomo.

## Storia
La chiesa sorge sull'area di una quattrocentesca costruzione della quale si nota, su un muro perimetrale, una frangia di archetti trilobati. Tra leggenda e mito si racconta che la chiesa fu erette dove anticamente sorgeva il palazzo reale di Idomeneo, fondatore della città di Lecce e re dei primi leccesi (oggi la chiesa è infatti ubicata in via Idomeneo). Nelle prigioni del palazzo, sempre secondo la tradizione, si crede sia stato imprigionato il santo primo vescovo e martire di Lecce, sant'Oronzo. È certo che, per lascito del cittadino leccese Nuzzo Cacudi, nel 1470 fu poi eretto il monastero delle domenicane con l'annessa chiesa. Nel XVIII secolo l'edificio si presentava in rovina e per ripararla si eseguirono alcuni piccoli restauri nel 1712 e nel 1753. Tuttavia, venticinque anni dopo, le monache domenicane decisero di riedificarla. I lavori furono eseguiti tra il 1779 e il 1782 su disegno dell'ingegnere napoletano Carlo Salerni. Fu consacrata il 14 ottobre 1783 dall'arcivescovo metropolita di Otranto Giulio Pignatelli, come ricorda l'iscrizione latina ai lati dell'abside.

## Descrizione

### Esterno
La facciata è a forma poligonale ed è spartita in due ordini da una cornice dentellata che poggia su quattro lesene corinzie, sormontate da pinnacoli a forma di vasi fiammeggianti e raccordate tre loro da quattro festoni. Nel secondo ordine si apre un finestrone, incorniciato in alto da un festone con al centro una conchiglia. Termina con un timpano spezzato.

### Interno
L'interno possiede una pianta ellittica ad aula unica con abside. Il soffitto, ricoperto da una volta carenata, è ricco di stucchi. Sono presenti cinque altari posizionati in brevi nicchie adorne di falsi lacunari. Le rispettive tele di Oronzo Tiso, posizionate su ogni altare, raffigurano san Nicola, la Vergine col Bambino e san Domenico, l'Addolorata, San Giuseppe col Bambino e la Natività della Vergine. Su uno dei pilastri laterali è scolpita una lampada in pietra leccesa a forma di conchiglia e dipinta in oro che è conosciuta dai leccesi come "seconda lampada" di sant'Oronzo, correlata a quella della catteadrale, e che ricorda appunto il luogo della prigionia del santo protettore della città.